# Grandes Clássicos em Graphic Novel
Grandes Clássicos em Graphic Novel é uma coleção de romances gráficos com quadrinizações de obras clássicas da literatura (principalmente da literatura brasileira). A coleção foi publicada pelos selos editoriais Agir (dois primeiros volumes) e Desiderata (a partir do terceiro volume), ambos pertencentes ao Grupo Ediouro.
O volume 1 da coleção (O Alienista) ganhou o Prêmio Jabuti de 2008 na categoria "melhor livro didático, paradidático e ensino fundamental ou médio". Já o volume 5 (Os Sertões - a luta), ganhou o Troféu HQ Mix de 2011 na categoria "melhor adaptação para os quadrinhos".

## Volumes da coleção
- Volume 1: O Alienista, de Machado de Assis (Fábio Moon e Gabriel Bá)
- Volume 2: O Pagador de Promessas, de Dias Gomes (Eloar Guazzelli)
- Volume 3: Triste Fim de Policarpo Quaresma, de Lima Barreto (Edgar Vasques e Flávio Braga)
- Volume 4: Memórias Póstumas de Brás Cubas, de Machado de Assis (João Batista Melado e Wellington Srbek)
- Volume 5: Os Sertões - a luta, de Euclides da Cunha (Carlos Ferreira e Rodrigo Rosa)
- Volume 6: Lucíola, de José de Alencar (Ricardo Rocha e Maria Helena Rouanet)
- Volume 7: A Terceira Margem do Rio, de João Guimarães Rosa (Maria Helena Rouanet e Thaís dos Anjos)
- Volume 8: O Castelo, de Franz Kafka (Carlos Ferreira)